# Entratico
Entratico – miejscowość i gmina we Włoszech, w regionie Lombardia, w prowincji Bergamo.
Według danych na styczeń 2009 gminę zamieszkiwały 1864 osoby przy gęstości zaludnienia 454,6 os./1 km².